# Trevor Meier
Trevor Meier (Oakville, 7 luglio 1973) è un ex hockeista su ghiaccio canadese con cittadinanza svizzera che ha militato come attaccante in diverse formazioni della Lega Nazionale A.

## Carriera
Trevor Meier iniziò la propria carriera professionistica in Lega Nazionale B con la maglia del SC Herisau. Dal 1994 al 1997 passa al SC Bern, squadra con cui vinse il primo campionato in carriera. Fino al 2001 invece giocò con la maglia dell'HC Lugano, conquistando un secondo titolo nella stagione 1998-1999.
Dal 2001 al 2004 giocò con la squadra vodese del Lausanne HC, prima di passare ai SCL Tigers fino al 2006. Per le due stagioni successive Meier giocò per l'EV Zug, prima di ritornare nel 2008 al Berna, con cui vinse il proprio terzo campionato svizzero. Dal 2010 invece gioca in Canton Ticino con la maglia dell'HC Ambrì-Piotta. Nel corso della preparazione estiva nel 2011 Meier si infortunò al malleolo, costringendolo a saltare l'inizio della stagione agonistica.

## Palmarès

### Club
- Campionato svizzero: 3

SC Bern: 1996-1997, 2009-2010
HC Lugano: 1998-1999